# Emmaus (organisation)
Emmaus är en världsomspännande solidaritetsrörelse, som grundades i Frankrike 1949 av prästen Abbé Pierre. Emmausrörelsen är partipolitiskt och religiöst obunden.
Verksamheten bedrivs genom cirka 350 grupper i närmare 40 olika länder i Europa, Afrika, Asien och Amerika. År 1971 bildades ett internationellt samordningsorgan, Emmaus International. De olika regionerna har egna samordningsorgan, till exempel Emmaus Europa. Varje medlemsgrupp är oberoende gentemot den internationella organisationen.
Det Emmaus-grupperna över hela världen har gemensamt är att de arbetar med och för de mest utsatta och fattiga i samhället, mot orsakerna till fattigdom, exkludering och diskriminering. Det innebär att Emmaus-grupper kan arbeta med allt från flyktingar och hemlösa i Europa till landlösa och småskaliga bönder i Asien, Afrika och Latinamerika. Många grupper ägnar sig åt praktiskt arbete, till exempel i form av återbruk av saker, möbler och kläder.

## Emmaus manifest
Vår princip är den lag som hela mänskligheten är beroende av för ett meningsfullt liv, en verklig fred och glädje hos varje individ och samhälle:
»Se först till deras behov som är sämre lottade än du själv.«
»Kämpa först för och med dem som har det svårast.«
Vår övertygelse är att iakttagandet av denna lag befrämjar sökandet efter rättvisa och följaktligen efter fred mellan människor.
Vårt mål är att handla så att varje människa, varje samhälle och varje nation kan leva, förändras och fulländas i ett ömsesidigt utbyte där alla har samma värde.
Vår metod är att skapa, stödja och aktivera miljöer i vilka alla känner sig fria och respekterade och därigenom kan förverkliga sig själva och hjälpa varandra.
Vårt första medel där så är möjligt, är att taga vara på användbara överflödsprodukter, t.ex. genom lumpinsamlingar för att öka resurserna för trängande solidaritetsinsatser.
Alla andra medel som skapar medvetenhet och som utmanar bör också användas med inriktningen att man själv först verkar för och får andra att verka för dem som har störst behov, genom att dela deras kamp både privat och i samhället, tills orsakerna till all nöd är undanröjda.
Vår frihet. EMMAUS är vid utförandet av sin uppgift inte underställt något annat ideal än det som uttrycks i detta Manifest och inte heller någon annan auktoritet än sådan, som har tillsatts inom rörelsen i enlighet med dennas regler.
EMMAUS handlar i överensstämmelse med FN:s deklaration om de mänskliga rättigheterna, med rättvisa lagar i varje land och utan hänsyn till politisk uppfattning, ras, språk, livsåskådning etc. Det enda som krävs av den som vill deltaga i rörelsens verksamhet är godkännande av innehållet i detta Manifest.
Våra medlemmar. Detta manifest utgör den enkla och klara grundvalen för EMMAUS rörelsen. Det måste antagas och tillämpas av varje grupp som önskar vara en aktiv medlem av rörelsen.

## Emmaus i Sverige
Sedan 1960-talet har ett antal olika grupper med namnet Emmaus uppstått, delats, bytt namn, flyttat och lagts ner.
Under 1970- och 1980-talen var Emmaus till stor del organiserat i arbetskollektiv, varav det största var Emmaus Björkå i Åkvarn utanför Åseda. Man arbetade med loppmarknader och insamling av begagnade kläder, som skeppades i container till södra Afrika. Mottagare var främst befrielserörelserna FRELIMO, MPLA, ZANU, ZAPU och PAIGC och efter uppnådd självständighet myndigheter i bland annat Moçambique.
Danska UFF inspirerades av Emmaus, men grupperna har aldrig samarbetat då Emmaus såg UFF:s affärsmodell som tvivelaktig.
Alla svenska grupper som kallar sig Emmaus är inte medlemmar i den internationella organisationen, däremot samarbetar ett antal grupper i Riksföreningen Emmaus Sverige.

### Konflikt mellan Emmausgrupperna
En splittring av Emmaus-rörelsen i Sverige pågår 2019 efter flera års ökande interna spänningar.
Grupperingen "Emmaus Sverige" består av Brödet och Fiskarna, Emmaus i Dalarna, Emmpatus Fredriksdal, Emmaus Gryttby, Emmaus Gävleborgs Biståndsgrupp, Emmaus Stockholm, Emmaus Umeå, Emmpatus Åkvarn (med bas i Åkvarn, Björkå), Svalorna Indien Bangladesh och Svalorna Latinamerika.
Motparten Björkåfrihet (tidigare Emmaus Björkå) har huvudkontor i Göteborg, fem butiker i Väst- och Sydsverige (Borås, Göteborg Backaplan och Linnégatan, Malmö City och Heleneholm), samt så kallade kompisbutiker på 12 orter i Västsverige. Emmaus Björkå äger även fastigheten i Björkå och har sagt upp Emmaus Åkvarn till avflyttning.

### Övervakning
Säkerhets- och underrättelsetjänster har gjort noteringar om och senare övervakat svenska Emmaus-grupper, och därvid åsiktsregistrerat frivilligarbetare i organisationerna.

Säkerhetstjänstkommissionen skriver om första kända källfyndet:
I en rapport ang ”den kommunistinfluerade Europeiska fredsmarschen 1961” konstaterade T-kontoret att ett flertal organisationer var inblandade i detta projekt, bl.a. Emmaus i Lund.
(Notera att ovanstående citat rör en tidigare Emmausförening vid namn Emmaus i Lund, och inte den förening som bildades 2015 och heter Emmaus Lund.)
I ett dokument från försvarsstaben 1968 fann kommissionen att Emmaus noterats som en av rörelserna som kan vara försvarsfientliga.
Under 1970-talet hade Emmausrörelsen fått en fastare organisatorisk form och en klarare ideologisk inriktning. Hos Emmaus Björkå fanns det till exempel krav på genomgången kurs i leninism för att beviljas medlemskap. Emmaus Björkå hade ett nära samarbete med KPML(r). Säkerhetspolisen betraktade Emmaus Björkå som en avdelning inom partiet, även om föreningarnas stadgar har fastslagit organisatoriskt oberoende. Föreningens bistånd gick till humanitära insatser och främst till olika befrielserörelser.
Säkerhetstjänstkommissionen skriver att Emmaus därefter inte var föremål för något större intresse under 1970- och 1980-talen. När vänsterrörelserna rent allmänt antog nya former under 1990-talet började Säkerhetspolisen bedriva mer aktiv spaning mot Emmaus. Skälet synes ha varit kopplingen till KPML(r). I samband med detta fördes flera frivilligarbetare in i olika personregister.

### Internationella organisationer
- Emmaus International
- Emmaus Europa

### Några nordiska grupper
- Emmaus Åland, Finland
- Emmaus Helsingfors, Finland
- Emmaus Westervik, Ekenäs, Raseborg, Finland

### Svenska grupper

#### Emmaus Björkå (Västsverige)
- Emmaus Björkå

#### Medlemmar i Emmaus International
- Riksföreningen Emmaus Sverige
  - Emmaus Gryttby/Uppsala
  - Emmaus Stockholm
  - Svalorna Indien-Bangladesh
  - Emmaus Umeå
- Anslutna (därutöver) till Emmaus Sverige
  - Emmaus i Dalarna
  - Emmaus Fredriksdal
  - Brödet och Fiskarna Praktisk Solidaritet
  - Emmaus Gävleborgs biståndsgrupp
  - Emmaus Åkvarn-Björkå
  - Emmaus Stockholm